# 羅勃·派克
羅勃特·派克（Robert C. Pike，1956年—），暱稱為羅勃·派克（Rob Pike），來自加拿大的程式設計師，曾經加入貝爾實驗室，為 UNIX小組的成員。曾經參與過貝爾實驗室九號計畫、Inferno，與程式語言 Limbo的開發。
他與肯·汤普逊共同開發了UTF-8。
目前為Google的工程師，參與程式語言Go與Sawzall的研發工作。

## 生平
1992年，肯·湯普遜開始研發UTF-8。羅勃·派克參與實作工作，與肯·湯普遜一同在Plan 9上實作了UTF-8。

## 外部連結
- Rob Pike個人網頁